# Rhysotoechia congesta
Rhysotoechia congesta är en kinesträdsväxtart som beskrevs av B. Etman. Rhysotoechia congesta ingår i släktet Rhysotoechia och familjen kinesträdsväxter. Inga underarter finns listade i Catalogue of Life.